# سيرهيتوبس
سِرْهِتوبْس هو جِنُس مِنْ أسماك الصُّقُر الشَّعَاعِيَّةِ الزُّعَانِفِ البَحْرِيَّةِ. تُوجَّدُ هَذِهِ الْأَسْمَاكُ عَلَى الشُّعَابِ الْمَرْجَانِيَّةِ الاستوائيةِ فِي الْمَحِيطِ الْهِنْدِيِّ وَالْمَحِيطِ الْهَادِي.

## التصنيف
تم وصف جنس "سيرهيتوبس" في عام 1951 من قبل عالم أسماك جنوب أفريقيا بواسطة "سيرهايتس فاسياتوس" كنوع من الأنواع النموذجية. عندما وصف الجنس، أشار إلى أنه يحتوي على نوع واحد فقط وهو نوع موحد. نَظَرًا لِأَنَّ سِيِرهِتس هُبَاردِي، الَّذِي تَمَّ وَصْفُهُ فِي عَامِ 1941 مِنْ قِبَلِ الْعَالِمِ الْأَمْرِيكِيِّ لِدِرَاسَةِ الْأَسْمَاكِ لِيُونَارْد ب. شُولْتْز، كَانَ مَتْرَادِفًا لِنَوْعِ سِيِرهَايتْس فَاسِيَاتُوس."  "اسمُ الجنس يَحْمِل اسم الجنس النموذجي للفَصِيلَة، وهو "سِيرهِتوبْس"، وهذا الاسم مُلَحَّقٌ بـ "أوبْس"، مُما يَعْنِي أن الأنواع في هذا الجنس تُشَابِه ظاهِرِيًّا الأنواع في جِنْسَيْ "سِيرهِتوس" و "سِيرهِتيكثيس". 
في عام ١٩٦٣، قَامَ جون إرنِست رَندَال بمُرَاجَعَة الفَصِيلَة سَمَك الصَّقْر (سيرهيتيدي) وَضَمَّ في الجِنْس (الجِنْس النموذجي) نَوْعَيْن، وَهُما "سيرهيتس فاسياتوس" و "سيرهيتس هوباردي".  في تِلْكَ المُرَاجَعَة، لَاحَظَ أن "سيرهيتس فاسياتوس" كَانَتْ لَدَيْهَا تَوْزِيع مُنْفَصِل بشكل واسِع بين هَاوَاي والمَاسكارِين. في عام ٢٠٠٨، في وَرَقَة بَحْثِيَّة كَتَبَهَا رَندَال بالتَّعَاوُن مَع جِينِيفِر ك. شُولْتز، تَمَّ وَصْف النَوْع الجَدِيد "سيرهيتس ماسكارِينِينسِيس" مِن المُحِيط الهِندِيّ الجنُوبي الغربي بِنَاءً على التَّحْلِيلَات الوراثِيَّة والتَّشْكِيلِيَّة. وَهَذَا حَلّ بالتَّالِي وَضَعَ سَمَكَة الصَّقْر المُخْطَطَة باللَّوْن الأحْمَر كنّوع مُتَنَوِّع يَعِيش حصريًا في سَلْسَلَة جِزَر هاواي. 

## الصِنف
الأنواع المعروفة حاليًا في هذا الجنس هي:
- (سمكة الصقر الحمراء)
- تليف الكبد هوباردي ( شولتز ، 1943)

## الصفات
"تُمَيِّز أسماك الصقر من جنس سيرهيتوبس بعدد من السمات، من بين هذه السمات أن الزعنفة الصدرية العليا تحتوي على 2 شوكًا والزعنفة الصدرية السفلية تحتوي على 6 شوكًا دون فروع. يحتوي زعانفهم الظهرية على 14 شوكًا، وأحيانًا 15، وجميعها تحمل طيات من الشواش عند أطرافها وفتوقات معتدلة على الأغشية بينها، باستثناء وجود فتوقة عميقة بين الشوكة الخامسة والسادسة. سقف الفم يحتوي على عدد صغير من الأسنان الصغيرة. الثلث العلوي الثلاث من حافة الشعبة المحيطية له نتوءات كبيرة، بينما باقي الحافة ناعمة. السطح الظهري للأنف مقوس. الزعنفة الذيلية مقطوعة والزعنفة الحوضية تمتد مرور الشرج.". 